# Multiplicatieve functie
In de getaltheorie, een deelgebied van de wiskunde, is een multiplicatieve functie een rekenkundige functie {\displaystyle f} gedefinieerd op de positieve gehele getallen met de eigenschappen:
{\displaystyle f(1)=1}
en
{\displaystyle f(ab)=f(a)f(b)} voor {\displaystyle a} en {\displaystyle b} die relatief priem zijn.
Van een rekenkundige functie {\displaystyle f} zegt men dat deze volledig multiplicatief of totaal multiplicatief is, als tevens geldt dat {\displaystyle f(ab)=f(a)f(b)} voor alle positieve gehele getallen {\displaystyle a} en {\displaystyle b}.

## Voorbeelden
- {\displaystyle \varphi (n)}, de indicator of het totiënt, het aantal positieve gehele getallen die relatief priem zijn met, maar niet groter dan, {\displaystyle n}
- {\displaystyle \mu }, de möbiusfunctie, verbonden aan het aantal priemfactoren van kwadraatvrij gehele getallen
- {\displaystyle \mathrm {ggd} (n,k)}, de grootste gemene deler van {\displaystyle n} en {\displaystyle k} voor een vaste waarde van {\displaystyle k}
- {\displaystyle d(n)}, het aantal positieve delers van {\displaystyle n}
- {\displaystyle \sigma (n)}, de som van alle positieve delers van {\displaystyle n}. Deze functie hangt samen met de aliquotsom {\displaystyle s(n)} van {\displaystyle n}.
- {\displaystyle \sigma _{k}(n)}, de delingsfunctie, de som van de {\displaystyle k}-de machten van de positieve delers van {\displaystyle n}, waar {\displaystyle k} een willekeurig complex getal kan zijn. In speciale gevallen is:
  - {\displaystyle \sigma _{0}(n)=d(n)} en
  - {\displaystyle \sigma _{1}(n)=\sigma (n)}